# Ariel (satelit)
Ariel este al patrulea ca mărime dintre cei 27 de sateliți cunoscuți ai lui Uranus. Ariel orbitează și se rotește în planul ecuatorial al lui Uranus, care este aproape perpendicular pe orbita lui Uranus și, prin urmare, are un ciclu sezonier extrem.
A fost descoperit în octombrie 1851 de William Lassell și numit după un personaj din două piese diferite de literatură. Începând cu 2019, o mare parte din cunoștințele detaliate despre Ariel derivă dintr-un singur zbor al lui Uranus efectuat de sonda spațială Voyager 2 în 1986, care a reușit să fotografieze aproximativ 35% din suprafața satelitului. În prezent, nu există planuri active de a reveni pentru a studia satelitul mai detaliat, deși au fost propuse diferite concepte, cum ar fi un orbiter și o sondă a lui Uranus.
După Miranda, Ariel este al doilea cel mai mic dintre cei cinci sateliți majori rotunzi ai lui Uranus și al doilea cel mai apropiat de planeta sa. Printre cei mai mici dintre cei 19 sateliți sferici cunoscuți ai Sistemului Solar (se situează pe locul 14 dintre ei în diametru), se crede că este compus din părți aproximativ egale de gheață și rocă. Masa sa este aproximativ egală ca mărime cu hidrosfera Pământului.
La fel ca toți sateliții lui Uranus, Ariel s-a format probabil dintr-un disc de acreție care a înconjurat planeta la scurt timp după formarea sa și, ca și alți sateliți mari, este probabil diferențiat, cu un nucleu interior de rocă înconjurat de o manta de gheață. Ariel are o suprafață complexă constând dintr-un teren extins cu cratere tăiat de un sistem de escarpe, canioane și creste. Suprafața prezintă semne de activitate geologică mai recentă decât alți sateliți uranieni, cel mai probabil din cauza încălzirii mareice.

## Descoperire și nume
Descoperit pe 24 octombrie 1851 de William Lassell, este numit după un spirit al cerului din opera din 1712 a lui Alexander Pope, The Rape of the Lock și Furtuna a lui Shakespeare.
Atât Ariel, cât și satelitul uranian Umbriel, puțin mai mare, au fost descoperiți de William Lassell pe 24 octombrie 1851. Deși William Herschel, care a descoperit cei mai mari doi sateliți ai lui Uranus, Titania și Oberon, în 1787, a susținut că a observat încă patru sateliți, acest lucru nu a fost niciodată confirmat și se consideră că aceste patru obiecte sunt acum false. 
Toți sateliții lui Uranus poartă numele unor personaje din operele lui William Shakespeare sau The Rape of the Lock a lui Alexander Pope. Numele tuturor celor patru sateliți ai lui Uranus cunoscuți atunci au fost sugerate de John Herschel în 1852, la cererea lui Lassell. Ariel este numit după cel mai important silf din The Rape of the Lock. Este, de asemenea, numele spiritului care îl servește pe Prospero în Furtuna de Shakespeare. Satelitul este denumit și Uranus I.

## Orbită
Dintre cei cinci sateliți majori ai lui Uranus, Ariel este al doilea cel mai aproape de planetă, orbitând la o distanță de aproximativ 190.000 km.  Orbita sa are o excentricitate mică și este înclinată foarte puțin față de ecuatorul lui Uranus. Perioada sa orbitală este de aproximativ 2,5 zile, care coincid cu perioada sa de rotație. Aceasta înseamnă că o parte a satelitului este întotdeauna îndreptată spre planetă; o condiție cunoscută sub numele de rotație sincronă. Orbita lui Ariel se află complet în interiorul magnetosferei uraniene. Emisferele posterioare (cele care sunt îndreptate opus față de direcția lor orbită) ale sateliților fără aer care orbitează în interiorul unei magnetosfere precum Ariel sunt lovite de plasmă magnetosferică care se co-rotește cu planeta. Acest bombardament poate duce la întunecarea emisferelor posterioare observate pentru toți sateliții uranieni, cu excepția lui Oberon (vezi mai jos). Ariel captează, de asemenea, particule încărcate magnetosferice, producând o scădere pronunțată a numărului de particule energetice lângă orbita satelitului observată de Voyager 2 în 1986. 
Deoarece Ariel, ca și Uranus, orbitează Soarele aproape pe o parte față de rotația sa, emisferele nordice și sudice sunt orientate fie direct spre Soare, fie direct opus Soarelui la solstiții. Aceasta înseamnă că este supus unui ciclu sezonier extrem; Așa cum polii Pământului văd noapte sau zi permanentă în jurul solstițiilor, polii lui Ariel văd noapte sau lumină permanentă timp de o jumătate de an uranian (42 de ani pământeni), cu Soarele ridicându-se aproape de zenit peste unul dintre poli la fiecare solstițiu. Zborul Voyager 2 a coincis cu solstițiul de vară sudic din 1986, când aproape toată emisfera nordică era întunecată. O dată la 42 de ani, când Uranus are un echinocțiu și planul său ecuatorial intersectează Pământul, devin posibile ocultări reciproce ale sateliților lui Uranus. O serie de astfel de evenimente a avut loc în 2007–2008, inclusiv ocultarea lui Ariel de către Umbriel pe 19 august 2007.
În prezent, Ariel nu este implicat în nicio rezonanță orbitală cu alți sateliți uranieni. În trecut, totuși, s-ar putea să fi fost într-o rezonanță de 5:3 cu Miranda, care ar fi putut fi parțial responsabilă pentru încălzirea acelui satelit (deși încălzirea maximă atribuită unei foste rezonanțe de 1:3 a lui Umbriel cu Miranda a fost probabil de aproximativ trei ori mai mare). Ariel poate să fi fost odată blocat în rezonanța de 4:1 cu Titania, din care a scăpat mai târziu. Evadarea dintr-o rezonanță medie a mișcării este mult mai ușoară pentru sateliții lui Uranus decât pentru cei ai lui Jupiter sau Saturn, datorită gradului mai mic de aplatizare al lui Uranus. Această rezonanță, care a fost probabil întâlnită cu aproximativ 3,8 cu miliarde de ani în urmă, ar fi crescut excentricitatea orbitală a lui Ariel, ducând la frecarea mareică din cauza forțelor mareice de la Uranus care variază în timp. Acest lucru ar fi cauzat încălzirea interiorului satelitului cu până la 20 K. 

## Compoziție și structură internă

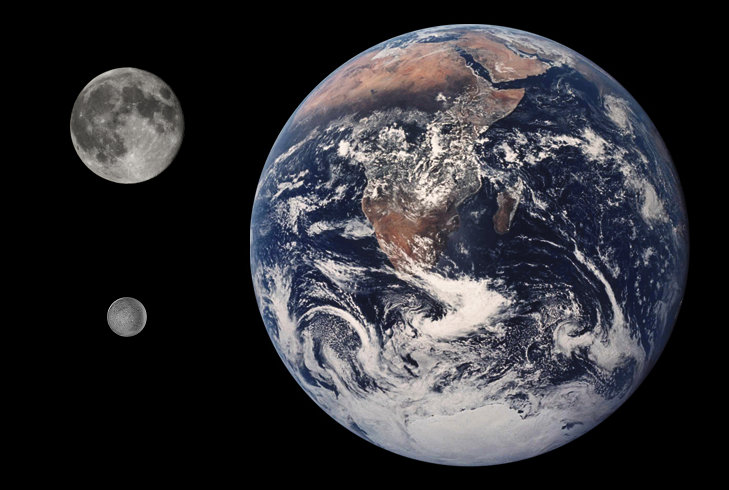
Comparația mărimii Pământului, Lunii și a lui Ariel.

Ariel este al patrulea cel mai mare dintre sateliții uranieni și poate avea a treia cea mai mare masă. Este, de asemenea, al 14-lea cel mai mare satelit din Sistemul Solar. Densitatea satelitului este de 1,66 g/cm 3, care indică faptul că constă din părți aproximativ egale de gheață și o componentă densă fără gheață. Acesta din urmă ar putea consta din rocă și materiale carbonice, inclusiv compuși organici grei cunoscuți sub numele de toline.Prezența gheții este susținută de observațiile spectroscopice în infraroșu, care au scos la iveală gheața cristalină la suprafața satelitului, care este poroasă și astfel transmite puțină căldură solară straturilor de dedesubt. Benzile de absorbție a gheții sunt mai puternice în emisfera anterioară a lui Ariel decât în emisfera posterioară. Cauza acestei asimetrii nu este cunoscută, dar poate fi legată de bombardarea cu particule încărcate din magnetosfera lui Uranus, care este mai puternică în emisfera posterioară (datorită co-rotației plasmei). Particulele energetice tind să pulverizeze gheața, să descompună metanul prins în gheață sub formă de hidrat de clatrat și să întunece alte substanțe organice, lăsând în urmă un reziduu întunecat, bogat în carbon.
Cu excepția apei, singurul alt compus identificat pe suprafața lui Ariel prin spectroscopie în infraroșu este dioxidul de carbon (CO2), care este concentrat în principal pe emisfera sa posterioră. Ariel prezintă cele mai puternice dovezi spectroscopice pentru CO2 ale oricărui satelit uranian și a fost primul satelit uranian pe care a fost descoperit acest compus. Originea dioxidului de carbon nu este complet clară. Ar putea fi produs local din carbonați sau materiale organice sub influența particulelor încărcate energetic care provin din magnetosfera lui Uranus sau din radiația ultravioletă solară. Această ipoteză ar explica asimetria în distribuția sa, deoarece emisfera posterioară este supusă unei influențe magnetosferice mai intense decât emisfera anterioară. O altă sursă posibilă este degazarea fde CO2 primordial prins de gheața din interiorul lui Ariel. Scăparea de CO2 din interior poate fi legată de activitatea geologică din trecut pe acest satelit. 
Având în vedere dimensiunea sa, compoziția de rocă/gheață și posibila prezență de sare sau amoniac în soluție pentru a scădea punctul de îngheț al apei, interiorul lui Ariel poate fi diferențiat într-un nucleu de rocă înconjurat de o manta de gheață. Dacă acesta este cazul, raza nucleului (372 km) este aproximativ 64% din raza satelitului, iar masa sa este aproximativ 56% din masa satelitului - parametrii sunt dictați de compoziția satelitului. Presiunea din centrul lui Ariel este de aproximativ 0,3 GPa (3 kbar). Starea actuală a mantalei de gheață este neclară. Existența unui ocean subteran este considerată în prezent posibilă,  deși un studiu din 2006 sugerează că încălzirea radiogenă de una singură nu ar fi suficientă pentru a permite unul.

## Suprafață

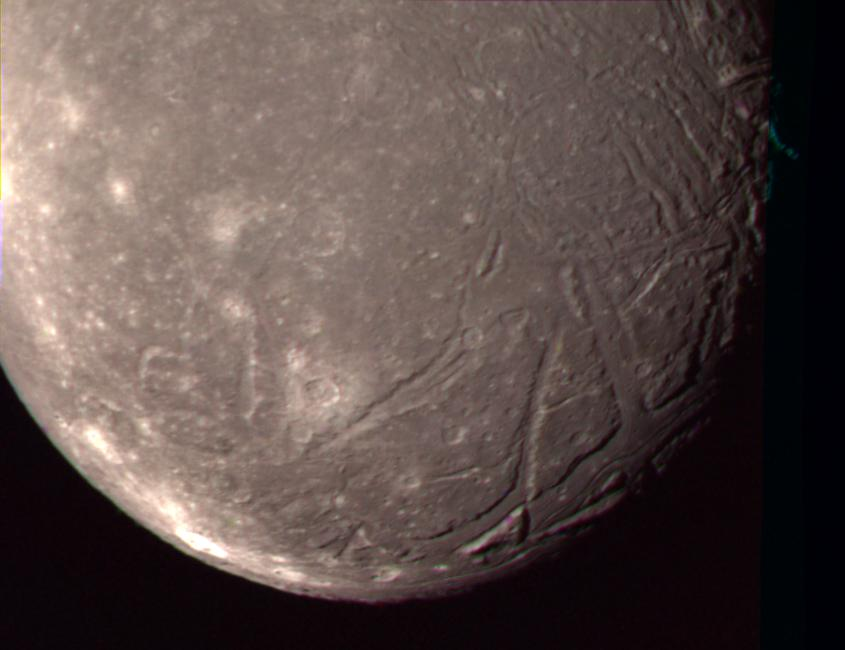
Imagine color Voyager 2 cu cea mai înaltă rezoluție a lui Ariel. Canioanele cu podele acoperite de câmpii netede sunt vizibile în dreapta jos. Craterul strălucitor Laica este în stânga jos.

### Albedo și culoare
Ariel este cel mai reflectorizant dintre sateliții lui Uranus. Suprafața sa prezintă un val de opoziție: reflectivitatea scade de la 53% la un unghi de fază de 0° (albedo geometric) la 35% la un unghi de aproximativ 1°. Albedo-ul Bond al lui Ariel este de aproximativ 23% - cel mai mare dintre sateliții uranieni. Suprafața lui Ariel este în general neutră la culoare. Poate exista o asimetrie între emisfera anterioară și cea posterioară; acesta din urmă pare să fie mai roșie decât prima cu 2%. Suprafața lui Ariel, în general, nu demonstrează nicio corelație între albedo și geologie, pe de o parte, și culoare, pe de altă parte. De exemplu, canioanele au aceeași culoare ca terenul craterizat. Cu toate acestea, depozitele de impact strălucitoare din jurul unor cratere proaspete au o culoare puțin mai albastră. Există, de asemenea, câteva pete ușor albastre, care nu corespund cu nicio formă de relief cunoscută.

### Forme de relief
Suprafața observată a lui Ariel poate fi împărțită în trei tipuri de teren: teren craterizat, teren crestat și câmpie. Principalele forme de relief sunt craterele de impact, canioanele, scarpurile falie, crestele și jgheaburile. 

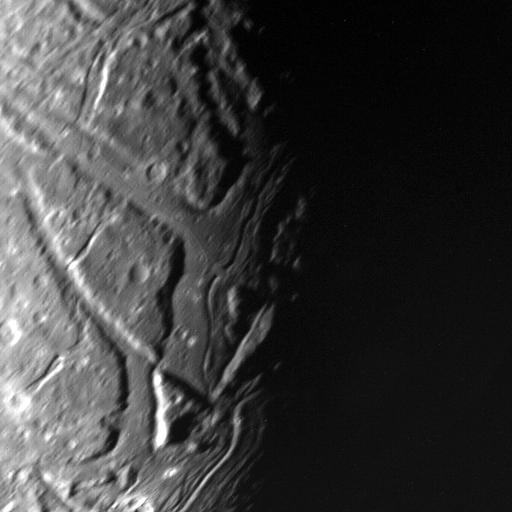
Graben (chasmata) lângă terminatorul lui Ariel. Podelele lor sunt acoperite cu material neted, posibil extrudat de dedesubt prin criovulcanism. Câteva sunt tăiate de canale centrale sinuoase, de ex. Sprite și Leprechaun Vallis deasupra și dedesubtul horstului triunghiular din apropierea părții de jos.

Terenul craterizat, o suprafață de acoperită de numeroase cratere și centrată pe polul sud al lui Ariel, este cea mai veche și mai extinsă unitate geologică a satelitului. Este intersectată de o rețea de escarpe, canioane (grabene) și creste înguste care apar în principal la latitudinile sudice mijlocii ale lui Ariel. Canioanele, cunoscute sub numele de chasmata, reprezintă probabil grabene format prin falii extensive, care a rezultat din tensiunile globale cauzate de înghețarea apei (sau a amoniacului apos) în interiorul satelitului (vezi mai jos). Au 15-50 km lățime și tind în principal în direcția est sau nord-est. Podelele multor canioane sunt convexe; ridicându-se până la 1–2 km. Uneori, podelele sunt separate de pereții canioanelor prin canele (jgheaburi) cu aproximativ 1 km lățime. Grabenul cel mai lat are canale care curg de-a lungul crestelor etajelor lor convexe, care sunt numite valles. Cel mai lung canion este Kachina Chasma, cu peste 620 km lungime (forma de relief se extinde în emisfera lui Ariel pe care Voyager 2 nu a văzut-o iluminată). 
Cel de-al doilea tip de teren principal — terenul crestat — cuprinde benzi de creste și jgheaburi de sute de kilometri întindere. Delimitează terenul craterizat și îl taie în poligoane. În fiecare bandă, care poate avea de la 25 la 70 km lățime, sunt creste și jgheaburi individuale de până la 200 km lungime și între 10 și 35 km de la una la alta. Benzile de teren crestat formează adesea continuări ale canioanelor, sugerând că acestea pot fi o formă modificată a grabenelor sau rezultatul unei reacții diferite a scoarței la aceleași solicitări de extensie, cum ar fi cedarea fragilă.

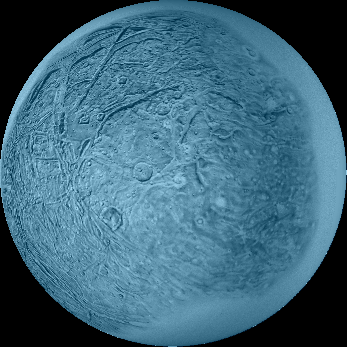
Hartă cu culori false a lui Ariel. Craterul necircular proeminent de mai jos și la stânga centrului este Yangoor. O parte din el a fost ștearsă în timpul formării terenului crestat prin tectonica extensială.

Cel mai tânăr teren observat pe Ariel sunt câmpiile: zone netede relativ joase care trebuie să se fi format pe o perioadă lungă de timp, judecând după nivelurile lor diferite de craterizare. Câmpiile se găsesc pe etajele canioanelor și în câteva depresiuni neregulate din mijlocul terenului craterizat. În acest din urmă caz, acestea sunt separate de terenul craterizat prin limite bine definite, care în unele cazuri au un model lobat. Originea cea mai probabilă pentru câmpii este prin procese vulcanice; Geometria lor liniară, asemănătoare vulcanilor scut tereștrii și marginile topografice distincte sugerează că lichidul erupt a fost foarte vâscos, posibil o soluție de apă/amoniac suprarăcită, cu vulcanismul de gheață solidă, de asemenea, posibil. Grosimea acestor fluxuri de criolavă ipotetice este estimată la 1–3 km. Prin urmare, canioanele trebuie să se fi format într-un moment în care reapariția endogenă încă avea loc pe Ariel. Câteva dintre aceste zone par să aibă mai puțin de 100 de milioane de ani, ceea ce sugerează că Ariel ar putea fi încă activ din punct de vedere geologic, în ciuda dimensiunilor sale relativ mici și a lipsei curente de încălzire mareică. 
Ariel pare să fie destul de uniform craterizat în comparație cu alți sateliți ai lui Uranus; relativa lipsă de cratere mari sugerează că suprafața sa nu datează de la formarea Sistemului Solar, ceea ce înseamnă că suprafața lui Ariel trebuie să fi fost complet refăcută la un moment dat al istoriei sale. Se crede că activitatea geologică din trecut a lui Ariel a fost determinată de încălzirea mareică într-un moment în care orbita sa era mai excentrică decât în prezent. Cel mai mare crater observat pe Ariel, Yangoor, are doar 78 km și prezintă semne de deformare ulterioară. Toate craterele mari de pe Ariel au podele plate și vârfuri centrale, iar câteva dintre cratere sunt înconjurate de depozite luminoase de resturi. Multe cratere sunt poligonale, ceea ce indică faptul că aspectul lor a fost influențat de structura scoarței preexistente. În câmpiile craterizate există câteva pete deschise la culoare mari (aproximativ 100 km în diametru) care pot fi cratere de impact degradate. Dacă acesta este cazul, ar fi similare cu palimpsestele de pe satelitul lui Jupiter, Ganymede. S-a sugerat că o depresiune circulară de 245 km în diametru situată la 10°S 30°E este o structură de impact mare, foarte degradată.

## Origine și evoluție
Se crede că Ariel s-a format dintr-un disc de acreție sau subnebuloasă; un disc de gaz și praf care fie a existat în jurul lui Uranus de ceva timp după formarea sa, fie a fost creat de impactul gigant care, cel mai probabil, i-a dat lui Uranus o oblicitate mare. Compoziția precisă a subnebuloasei nu este cunoscută; cu toate acestea, densitatea mai mare a sateliților uranieni în comparație cu sateliții lui Saturn indică faptul că este posibil să fi fost relativ săracă în apă. Este posibil să fi fost prezente cantități semnificative de carbon și azot sub formă de monoxid de carbon (CO) și azot molecular (N 2), în loc de metan și amoniac. Sateliții care s-au format într-o astfel de subnebuloasă ar conține mai puțină gheață de apă (cu CO și N2 prinse sub formă de clatrat) și mai multă rocă, explicând densitatea mai mare.
Procesul de acreție a durat probabil câteva mii de ani înainte ca satelitul să se formeze complet. Modelele sugerează că impacturile care însoțesc acumularea au cauzat încălzirea stratului exterior al lui Ariel, atingând o temperatură maximă de aproximativ 195 K la o adâncime de aproximativ 31 km. După sfârșitul formării, stratul subteran s-a răcit, în timp ce interiorul lui Ariel s-a încălzit din cauza dezintegrarii elementelor radioactive prezente în rocile sale. Stratul de răcire aproape de suprafață s-a contractat, în timp ce interiorul sa extins. Acest lucru a cauzat tensiuni de extensie puternice în scoarța satelitului, ajungând la estimări de 30 MPa, ceea ce ar fi putut duce la crăpare. Unele escarpe și canioane din zilele noastre pot fi rezultatul acestui proces, care a durat aproximativ 200 milioane de ani.
Încălzirea acrețională inițială împreună cu dezintegrarea continuă a elementelor radioactive și încălzirea mareică probabilă ar fi putut duce la topirea gheții dacă era prezent un antigel precum amoniacul (sub formă de hidrat de amoniac) sau o sare. Este posibil ca topirea să fi dus la separarea gheții de roci și la formarea unui nucleu de rocă înconjurat de o manta de gheață. Este posibil să se fi format un strat de apă lichidă (ocean) bogat în amoniac dizolvat la limita nucleu-manta. Temperatura eutectică a acestui amestec este 176 K. Oceanul, însă, este probabil să fi înghețat cu mult timp în urmă. Înghețarea apei a dus probabil la extinderea interiorului, care ar fi putut fi responsabil pentru formarea canioanelor și distrugerea suprafeței antice. Este posibil ca lichidele din ocean să fi putut erupe la suprafață, inundând podelele canioanelor în procesul cunoscut sub numele de criovulcanism.
Modelarea termică a satelitului lui Saturn, Dione, care este similar cu Ariel ca mărime, densitate și temperatura suprafeței, sugerează că convecția în stare solidă ar fi putut dura în interiorul lui Ariel miliarde de ani și că temperaturile care depășesc 173 K (punct de topire al amoniacului apos) puteau să fi persistat lângă suprafața sa timp de câteva sute de milioane de ani după formare și aproape un miliard de ani mai aproape de nucleu. 

## Observare și explorare

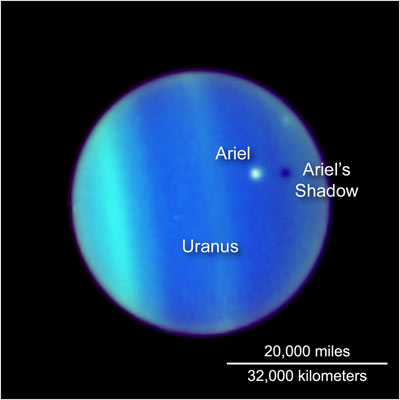
Imagine HST a lui Ariel care-l tranzitează pe Uranus, completă cu umbră

Magnitudinea aparentă a lui Ariel este de 14,8; similară cu cea al lui Pluto lângă periheliu. Cu toate acestea, în timp ce Pluto poate fi văzut printr-un telescop cu o deschidere de 30 cm, Ariel, datorită apropierii sale de strălucirea lui Uranus, adesea nu este vizibilă pentru telescoapele cu o deschidere de 40 cm.
Singurele imagini de prim-plan ale lui Ariel au fost obținute de sonda Voyager 2, care a fotografiat satelitul în timpul zborului său pe lângă Uranus, în ianuarie 1986. Cea mai mare apropiere a lui Voyager 2 de Ariel a fost de 127.000 kilometri (79.000 mi) — semnificativ mai mică decât distanța față de toți ceilalți sateliți uranieni, cu excepția Mirandei. Cele mai bune imagini cu Ariel au o rezoluție spațială de aproximativ 2 km. Acestea acoperă aproximativ 40% din suprafață, dar doar 35% au fost fotografiate cu calitatea necesară pentru cartografierea geologică și numărarea craterelor. La momentul zborului emisfera sudică a lui Ariel (ca și cele ale celorlalți sateliți) era îndreptată spre Soare, astfel încât emisfera nordică (întunecată) nu a putut fi studiată. Nicio altă sondă spațială nu a vizitat vreodată sistemul uranian. Posibilitatea de a trimite sonda Cassini la Uranus a fost evaluată în faza de planificare a extinderii misiunii. Ar fi durat aproximativ douăzeci de ani pentru a ajunge la sistemul uranian după plecarea de la Saturn, iar aceste planuri au fost abandonate în favoarea rămânerii la Saturn și, în cele din urmă, distrugerea navei spațiale în atmosfera lui Saturn. 

### Tranzite
Pe 26 iulie 2006, telescopul spațial Hubble a surprins un tranzit rar realizat de Ariel pe Uranus, care a creat o umbră care a putut fi văzută pe vârfurile norilor uranieni. Astfel de evenimente sunt rare și au loc numai în jurul echinocțiului, deoarece planul orbital al satelitului în jurul lui Uranus este înclinat cu 98° față de planul orbital al lui Uranus în jurul Soarelui. Un alt tranzit, în 2008, a fost înregistrat de European Southern Observatory.